# Kasjirskaja
Kasjirskaja (ryska: Каширская) är en tunnelbanestation på Zamoskvoretskajalinjen och Andra ringlinjen i Moskvas tunnelbana. 

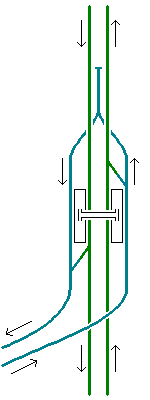
Karta över spårens dragning.

Stationen är en bytesstation som har två hallar, parallella med varandra. Från den västra hallen går tåg i sydlig/sydvästlig riktning, i den östra hallen går tåg norrut. Kasjirskaja är östlig slutstation för den lilla Kachovskajalinjen (vilken består av endast tre stationer).
Kasjirskaja öppnades den 11 augusti 1969 och har den för tiden typiska tusenfoting-designen (trespanns pelardesign). De två hallarna ser nästan likadana ut, endast färgvalen skiljer sig. Stationens namn och utsmyckningar refererar till vattenkraftverket i Kasjira och den välrenommerade tekniska högskolan MEPhI som ligger i närheten. Båda hallarna har stora konstverk i metall på temat elektricitet.